# Surto de cólera no Iêmen (2016–presente)
O Surto de cólera no Iêmen (português brasileiro) ou Iémen (português europeu) é um surto de cólera que começou no Iêmen em outubro de 2016 e está em andamento até os dias atuais. Em fevereiro e março de 2017, o surto estava em declínio, mas o número de casos de cólera ressurgiu depois de 27 de abril de 2017, supostamente dez dias depois que o sistema de esgoto de Saná parou de funcionar. A devastação dos sistemas e instalações de infraestrutura, saúde, água e saneamento do Iêmen pelos ataques aéreos da coalizão liderada pela Arábia Saudita levou à disseminação da cólera. Ataques aéreos da coalizão liderada pela Arábia Saudita estão deliberadamente visando os sistemas de água no Iêmen. A ONU acusou a coalizão liderada pela Arábia Saudita de "total desrespeito pela vida humana".
O surto é o resultado da guerra em andamento liderada pela coalizão liderada pelos Sauditas contra os Houthis no Iêmen desde março de 2015. Conforme indicado na declaração dos diretores executivos da UNICEF e da OMS: "Este surto mortal de cólera é a consequência direta de dois anos de conflito pesado. O colapso dos sistemas de saúde, água e saneamento cortou 14,5 milhões de pessoas do acesso regular a água potável e saneamento, aumentando a capacidade de disseminação da doença. O aumento das taxas de desnutrição enfraqueceu a saúde das crianças e as tornou mais vulneráveis à doença. Estima-se que 30.000 trabalhadores de saúde locais dedicados, que desempenham o maior papel no fim deste surto, não recebem seus salários há quase 10 meses". O surto é duma "escala sem precedentes", segundo a Organização Mundial da Saúde (OMS), uma das piores da história registrada.
Até novembro de 2019, já tinha infectado 2 236 570 pessoas no Iêmen (quase 10% da população do país), causando pelo menos 3 886 mortes confirmadas.